# Maranguape
Maranguape város Brazíliában, Ceará államban. Lakosainak száma 105 093 fő (2022). Maranguape Caucaia, Caridade, Guaiúba, Maracanaú, Pacatuba, Palmácia és Pentecoste községekkel határos.

## Népesség
A település népességének változása:
| Lakosok száma | 88 135 | 113 561 | 130 346 | 131 677 | 105 093 |
|               | 2000   | 2010    | 2020    | 2021    | 2022    |